# Vital'O Football Club
El Vital'O Football Club és un club de futbol de la ciutat de Bujumbura, Burundi.

## Història
El club va ser fundat el 1957 amb el nom de Rwanda Sport FC i adopta els colors malva i blanc. El 1962 adopta el nom de ALTECO. El 1966 canvia de nou a Tout Puissant BATA. Més tard, amb la fusió amb el Rapide l'any 1971, l'equip adopta el nom d'Espoir, canviant poc després per Vital'O (l'any 1972).

## Presidents
- 1957-1966: Karuretwak
- 1966-1974: Samuel Batsinda
- 1974-1976: Emile Kuzungu
- 1976-1978: Samuel Nduwigoma
- 1978-1986: Samuel Batsinda
- 1987-1994: Grégoire Muramira
- 1995-1998: Nestor Irambona
- 1998-2001: Samuel Batsinda
- 2002-2003: Augustin Kampanda
- 2004-2019: Désiré Bahama
- 2019-avui: Djamal Sefu

## Palmarès
- Lliga burundesa de futbol:[2]
  - 1971, 1979, 1980, 1981, 1983, 1984, 1986, 1990, 1994, 1996, 1998, 1999, 2000, 2006, 2007, 2009, 2010, 2011–12, 2014–15, 2015–16, 2023–24
- Copa burundesa de futbol:[3]
  - 1982, 1985, 1986, 1988, 1989, 1991, 1993, 1994, 1995, 1996, 1997, 1999, 2015, 2018
- Copa Kagame inter-club:
  - 2013
- Finalista de la Recopa africana de futbol el 1992 (derrotat per l'Africa Sports de Costa d'Ivori).

## Jugadors destacats
- Malik Jabir
- Juma Mossi
- Stanley Nduwayo àlies "Maradona"
- Saidi Ntibazonkiza